# Уфимский (Челябинская область)
Уфимский — поселок в Верхнеуральском районе Челябинской области России. Входит в состав Краснинского сельского поселения.
Поселок основан в 1927 году переселенцами, уроженцами Белебеевского уезда Уфимской губернии. В 1930 году организован колхоз имени Чапаева.

## География
Расположен в восточной части района, на берегу небольшой реки, левого притока реки Курасан. Расстояние до районного центра города Верхнеуральска 49 км.

## Население
| 2002 | 2010 |
| ---- | ---- |
| 492  | ↘360 |

(в 1956 — 238, в 1959 — 304, в 1970 — 418, в 1983 — 457, в 1995 — 487)

## Улицы
- Воровского,
- Зелёная,
- Молодёжная,
- Полевая,
- Придорожная,
- Центральная,
- Школьная.

## Инфраструктура
- Клуб,
- фельдшерско-акушерский пункт.